# Daniel Passarella
Daniel Alberto Passarella (* 25. Mai 1953 in Buenos Aires) ist ein ehemaliger argentinischer Fußballspieler und -trainer. Er wurde von Pelé auf die Liste der 125 besten lebenden Fußballer (FIFA 100) gesetzt. Er ist der einzige Argentinier, der zweimal (1978 und 1986) Fußball-Weltmeister wurde.
Von 1994 bis 1998 war er Cheftrainer der argentinischen Nationalmannschaft. Danach betreute er von 1999 bis 2001 das Nationalteam von Uruguay.

## Karriere

### Spieler
Daniel Passarella begann seine Karriere bei Sarmiento de Junín. Anschließend spielte er bei River Plate. 1982 wagte er den Sprung nach Europa, wo er beim italienischen Serie-A-Klub AC Florenz unterschrieb. 1986 wechselte er zu Inter Mailand. Nach sechs erfolgreichen Spielzeiten in Italien verließ er Europa und kehrte nach Südamerika zurück, um wieder nach Argentinien zu gehen und abermals für River Plate zu spielen.
Er wurde aufgrund seines Auftretens im Spiel und seiner Führungsstärke als Kapitän „El gran Capitan“ (der große Kapitän) oder „Kaiser“ genannt. Passarella war ein sehr offensiver Abwehrspieler, in 451 Spielen erzielte der kopfballstarke Verteidiger beachtliche 134 Treffer.
Höhepunkt seiner Karriere war die Fußball-Weltmeisterschaft 1978 in seinem Heimatland. Er führte die argentinische Nationalmannschaft in jedem Spiel als Kapitän aufs Feld, spielte alle Spiele durch, traf einmal in der Vorrunde und nahm nach dem gewonnenen Endspiel den WM-Pokal entgegen. Auch bei der Fußball-Weltmeisterschaft 1982 in Spanien war Passarella Kapitän der argentinischen Mannschaft, die aber ihren Titel nicht verteidigen konnte und in der Zwischenrunde ausschied. Während des Turniers waren ihm zwei Treffer gelungen. Bei der Weltmeisterschaft 1986 in Mexiko war er ebenfalls im argentinischen Aufgebot, blieb aber ohne einen einzigen Einsatz; dies auch, da er sich bereits zwei Jahre vor der WM mit Trainer Carlos Bilardo und dessen neuem Kapitän Diego Maradona überworfen hatte.

### Trainer
1989 beendete Passarella seine Karriere als Spieler und wurde Trainer bei River Plate. Er gewann mit dem Klub die argentinische Meisterschaft in den Jahren 1989/90, 1991 (Apertura) und 1993 (Apertura). 1994 wurde er zum Nationaltrainer bestellt. Er führte die Nationalmannschaft zur Fußball-Weltmeisterschaft 1998 in Frankreich, wo das Team im Viertelfinale mit einem 1:2 gegen die Niederlande ausschied.
Anschließend war er Trainer der uruguayischen Nationalmannschaft, des mexikanischen Teams CF Monterrey (Gewinn der mexikanischen Meisterschaft 2003) und der Corinthians São Paulo in Brasilien.
Ab dem 10. Januar 2006 war Passarella wieder Trainer bei River Plate. Am 15. November 2007 zog er die Konsequenzen aus dem Scheitern seines Teams in der Copa Sudamericana, vergleichbar mit dem UEFA-Cup, gegen den argentinischen Klub Arsenal de Sarandí und trat zurück. Passarella hatte zu Saisonbeginn seine Demission angekündigt, falls River Plate erneut ohne Titel bleibe. Er verkündete bei seinem Abgang, dass er nun sein Wort halte.
Seit Dezember 2009 ist er der gewählte Präsident von River Plate.

## Erfolge

### Als Spieler
- Weltmeister 1978, 1986 (ohne Einsatz)
- Sechsmal Argentinischer Meister: 1975 Metropolitano und Nacional, 1977 Metropolitano, 1979 Metropolitano und Nacional, 1981 Nacional

### Als Trainer
River Plate
- Argentinischer Meister: 1990, 1991 und 1993 (Apertura)

Monterrey
- Mexikanischer Meister: 2003

Argentinien
- Silbermedaille beim olympischen Fußballturnier: 1996